# هيروميتشي موري
هيروميتشي موري (باليابانية: 森博達؛ بالكانا: もり ひろみち) هو لغوي ياباني، ولد في 1949 في هيوغو في اليابان.